# Спойлер (фильм)
«Спойлер» — российский короткометражный фильм ужасов, снятый в 2017 году режиссёром Евгением Колядинцевым. Премьера фильма в России состоялась 13 сентября 2017 года. Этот фильм стал первым короткометражным фильмом ужасов, снятый компанией «10/09».

## Сюжет
Девушка обнаруживает на пороге своей квартиры загадочный альбом, и задаётся вопросом: кто и с какой целью его оставил, и что находится внутри него?

## В ролях
- Анна-Васильева Абрамович
- Валентина Витер
- Ярослав Габров

## Критика
Михаил Парфёнов в своей рецензии, опубликованной на сайте «Horror Zone» похвалил идею фильма, но раскритиковал его реализацию, сказав, что «в картине ощущается недостаток опыта режиссёра». Также он заметил сходство фильма с «Мёртвыми дочерями», сказав что «приём с чуть подрагивающей камерой, «подсматривающей» за героиней откуда-то из-за угла, режиссёр подглядел у Павла Руминова в его «Мёртвых дочерях», но сказал, что «если в фильме у Руминова трясущаяся камера откровенно раздражает, то в работе Колядинцева её используют куда более умеренно, лишь в паре микро-эпизодов и, как следствие, в фильме создаётся необходимое напряжение и саспенс». Критик отметил и монстра, присутствующего в фильме, который «появляется в назначенное ему время», назвав его «не слишком пугающим», но сказал, что «самая пугающая сцена во всём фильме это та, где героиня разглядывает рисункив альбоме и видит, что с ней происходит в эту конкретную секунду».